# Iwona Kowalewska
Pour les articles homonymes, voir Dąbrowska.
Iwona Dąbrowska-Kowalewska, née le 21 mai 1966 est une athlète polonaise.

## Biographie
Elle fut championne de Pologne en escrime, en 1996, à l'épée.

## Palmarès
| Discipline/Année                         | 1986 | 1987 | 1988 | 1989 | 1990 | 1991 | 1992 | 1993 | 1994 | 1995 | 1996 | 1997 | 1998 | 1999 |
| ---------------------------------------- | ---- | ---- | ---- | ---- | ---- | ---- | ---- | ---- | ---- | ---- | ---- | ---- | ---- | ---- |
| Jeux olympiques Individuel               | -    | -    | -    | -    | -    | -    | -    | -    | -    | -    | -    | -    | -    | -    |
| Championnats du monde seniors Individuel | -    | -    | -    | -    | -    | -    | 1    | 2    | -    | -    | -    | -    | -    | -    |
| Championnats du monde seniors Équipe     | -    | 3    | 1    | 1    | 1    | 1    | 1    | -    | 2    | 1    | 3    | -    | -    | -    |
| Championnats du monde seniors Relais     | -    | -    | -    | -    | -    | 1    | 1    | -    | 1    | 1    | 1    | -    | 1    | -    |
| Championnats d'Europe seniors Individuel | -    | -    | -    | 3    | -    | -    | -    | -    | -    | 1    | -    | 2    | 2    | -    |
| Championnats d'Europe seniors Équipe     | -    | -    | -    | 1    | -    | 3    | -    | -    | -    | 1    | -    | 1    | 2    | -    |
| Championnats d'Europe seniors Relais     | -    | -    | -    | 1    | -    | -    | -    | 1    | -    | 2    | -    | -    | 3    | -    |
| Championnats de Pologne Individuel       | 3    | 1    | 3    | -    | 1    | 1    | 1    | 3    | 1    | 3    | 1    | 1    | -    | 2    |

Ce palmarès n'est pas complet